# Frédéri le gardian
Frédéri le gardian est un héros d'une série de BD publiée à destination de jeunes lecteurs au cours des années 1950 à 1961 dans le journal catholique Cœurs Vaillants. Les vingt épisodes de la série relatent les aventures variées d'un jeune cow-boy intrépide, à la française.

## Publication
- Les Cœurs Vaillants des années 1950 à 1961 (ne sont plus disponibles à la revente qu'auprès de particuliers).
- Paraît ensuite dans J2 Jeunes.
- Quelques épisodes, en cahiers, parus dans les années 1960 aux Éditions Fleurus (épuisés).
- Les cinq premiers épisodes, en albums cartonnés, aux Éditions du Triomphe (en réédition, toujours disponibles).

## Historique
Au début des années cinquante, donc quelques années seulement après la Libération qui a suivi les événements tragiques de la seconde guerre mondiale, l'empreinte culturelle des États-Unis ne fait que se renforcer en Europe occidentale. En particulier, l'image "positive" qu'apportent les films hollywoodiens de cette époque (grands Westerns notamment) influence considérablement l'univers des enfants. Par exemple, le jeu des cow-boys et des indiens supplante le traditionnel jeu de poursuite des gendarmes et des voleurs dans les cours d'écoles. C'est aussi à cette époque que sont publiées les premières aventures de cow-boys en bandes dessinées.
C'est dans ce contexte qu'est créée la série d'aventures de Frédéri le gardian : une sorte de Western à la française.
Dans une large mesure en effet, les gardians camarguais sont les analogues en France des cow-boys vivant dans les vastes espaces américains. Et le personnage de Frédéri quant à lui semble inspiré de son homonyme dans la nouvelle L'Arlésienne de l'écrivain provençal Alphonse Daudet, sans que l'on ait de preuve à ce sujet.
Les auteurs de la série ne manquent pas de faire vivre à leurs héros des aventures dans des contrées où la présence du cheval est essentielle (Far West bien sûr, mais aussi Argentine, Australie, etc.). À ce titre, les chevaux sont des personnages récurrents de la série à tel point qu'ils peuvent apparaître quasiment dans toutes les planches de certains épisodes.

## Graphisme et scénario
- Les dessins de Robert Rigot (Les Six de la Rue Verte, les Vives la Vie et nombreux hors-séries) sont d'une qualité indéniable. À plus d'un titre, ils font penser aux dessins de E.P. Jacobs dans la série des Blake et Mortimer. Le dessin des personnages est rigoureux et réaliste et donc plaisant à regarder. Les dessins des chevaux sont la preuve quant à eux d'une grande et rare maîtrise de la part du dessinateur. Incontestablement, si le rythme de travail imposé au dessinateur eut été moins sévère - plusieurs planches par semaine (et jusqu'à 10 avec les hors-séries dans le journal Cœurs Vaillants) - nous aurions eu une véritable œuvre d'artiste.
- Les scénarios de Raymond Labois puis de Guy Hempay font partager au lecteur des aventures dans de nombreuses contrées du monde. Malheureusement, les intrigues sont toutes basées sur un schéma assez standard : Nos deux héros Frédéri et Ulysse se trouvent mêlés, volontairement ou non, à des péripéties dans lesquelles ils vont affronter quelques méchants qui finiront toujours, selon leur degré d'ignominie, soit par être rachetés soit par être vaincus mais repentants. On le voit ici, le projet chrétien influence largement les intrigues qui finissent par s'essouffler un peu vers la fin des histoires. Par ailleurs, quelques godilles lassent un peu l'attention du lecteur et des incohérences grossières ne manquent pas, surtout dans les premiers épisodes. Un exemple : le héros part en expédition dans la jungle, rien dans les mains, rien dans les poches, et on le retrouve quelques images plus loin, en fonction des circonstances, muni soit d'une torche électrique, soit d'une paire de jumelles ou d'une corde, quand il n'est pas en train de déjeuner sur une table préparée devant une tente de camping ! On le voit là encore, le manque de temps imposé par le rythme effréné de parution d'une ou deux planches par semaine, a conduit à un manque de finition des scénarios. Pour revenir à une comparaison avec E.P. Jacobs, ce dernier, rappelons-le, "n'a produit" qu'une dizaine d'albums au cours de sa vie (mais quels albums !) quand 20 épisodes de Frédéri étaient publiés en seulement 11 ans !

En conclusion, malgré les quelques défauts mentionnés, c'est une série très plaisante à lire et relire et qui ressort du lot des BD publiées à la même époque, surtout par la qualité des dessins et la variété des contextes géographiques dans lesquels se déroulent les histoires.

## Les personnages récurrents de la série
- le héros principal : Frédéri Ferrade - dit Frédéri le gardian[2].
 C'est un jeune camarguais âgé probablement, de moins d'une vingtaine d'années lorsque débute la série, mais qui, au même rythme que cette dernière, semble mûrir de telle sorte que, lorsque la série se termine, c'est-à-dire environ dix ans plus tard, il apparaît sous les traits d'un jeune trentenaire.
 Il porte généralement le costume traditionnel du gardian avec une chemise rouge ou quelquefois blanche. Physiquement, il est de taille moyenne et à l'allure sportive, sans excès, ses traits sont ceux d'un jeune provençal, brun à la peau très claire. Le visage est avenant et sympathique, donc conforme à ses qualités morales qui en font un personnage d'exception, à savoir :

1. Foncièrement franc, honnête et généreux, intrinsèquement, et semble-t-il également par idéal religieux.
2. Hardi et courageux avec un sens de l'abnégation hors du commun, au point qu'il n'hésite jamais à risquer sa vie pour sauver celle de ceux qui s'affichent comme ses pires ennemis.
3. Débrouillard et astucieux pour se sortir de situations délicates dans lesquelles, il faut bien le dire, son intrépidité a pu souvent le conduire, lui-même ou ses propres amis qu'il entraîne à sa suite comme un véritable chef de patrouille.
4. Fervent chrétien, il ne manque pas de rappeler ses principes à ses adversaires, justifiant ainsi a posteriori son engagement dans l'action ce qui, dans bien des occasions, a pu lui permettre de retourner lesdits adversaires pour s'en faire des amis ou pour amener les pires crapules au repentir.

En somme, c'est l'archétype du grand frère qui sert d'exemple à suivre pour les jeunes lecteurs du très chrétien hebdomadaire illustré Cœurs Vaillants dans lequel cette série est publiée, et il incarne par conséquent parfaitement, à lui tout seul, la formule reprise par ce journal: "À cœur vaillant, rien d'impossible".
- l'ami de Frédéri et compagnon de toutes ses aventures : Ulysse Galoubet
 C'est l'un des employés (gardian) de la manade dont le père de Frédéri est propriétaire. Au début de la série, c'est ce personnage un peu fruste mais bienveillant, qui a été choisi du fait de son âge (la quarantaine) et de sa corpulence, par le père de Frédéri pour assurer le rôle de tuteur du jeune Frédéri et exercer sur lui une certaine autorité lors des premières aventures hors du foyer paternel.
 En fait, compensant les faiblesses de ce tuteur assez maladroit et pas très courageux, c'est Frédéri, qui mène le jeu. Au fil des différents épisodes et surtout au contact de Frédéri, Ulysse s'affirme de plus en plus, comme un compagnon inséparable, fidèle et courageux, mais qui néanmoins a conservé son caractère original un peu bourru et grognon et toujours aussi gauche.
 Le physique du personnage fait penser à Sancho Panza, compagnon d'aventures de Don Quichotte. Il est plutôt petit, rondouillard et affublé d'une barbiche noire. Comme Frédéri, il porte le costume traditionnel du gardian, mais avec une préférence pour une chemise verte ou jaune.
- Triboulle : reporter-photographe, compagnon et ami de Frédéri et d'Ulysse. Blondinet frisé à lunettes, jovial et futé, il apporte une touche de fantaisie. Il porte un petit chapeau rond à la Achille Zavatta et fume, chose déjà assez rare à l'époque de la création de la série, une petite pipe porte-cigarettes.
 Il apparaît toujours dans les épisodes de façon fortuite et prête main-forte aux deux héros à l'occasion de ses propres enquêtes ou reportages. En effet, sa présence s'avère bien utile dans certaines circonstances pour résoudre quelques énigmes ou pour tirer les héros d'un mauvais pas.
- Le professeur Lewis : citoyen américain spécialiste en ethnologie, ami de Frédéri, et compagnon de second plan dans ses aventures américaines. C'est un personnage âgé et d'aspect chétif, mais qui fait preuve néanmoins au cours des divers épisodes dans lesquels il apparaît, d'une résistance physique à toute épreuve. Il apporte un élément de réflexion et de connaissance scientifiques à la série.
 Perçu comme un personnage un peu fantasque, il est malheureusement assez peu écouté par les personnages d'action que sont Frédéri et Ulysse, et ceci souvent pour leur plus grand tort.
- Mr Ferrade : le père de Frédéri. Personnage posé, franc, honnête et accueillant. Il est l'image du caractère de son propre fils, mais, contrairement à l'électron libre qu'est ce dernier, ses responsabilités professionnelles (assumer la charge d'une manade) le maintiennent à une vie sédentaire. Il est respecté par ses employés qui comptent sur lui comme il peut compter sur eux.

## Titres de la série
| nos | titres                           | année(s)  | références: début-fin               |
| --- | -------------------------------- | --------- | ----------------------------------- |
| 1   | À la poursuite de l'Étoile noire | 1950      | (no 1) 01/01/50 - (no 45) 07/11/50  |
| 2   | Sur la piste des Carpathes       | 1951      | (no 1) 07/01/51 - (no 42) 21/10/51  |
| 3   | Seigneur de la jungle africaine  | 1951-1952 | (no 52) 30/12/51 - (no 45) 09/11/52 |
| 4   | Le signe de l'oiseau de feu      | 1952-1953 | (no 46) 16/12/52 - (no 29) 19/07/53 |
| 5   | Le secret de Badami              | 1953-1954 | (no 30) 26/07/53 - (no 17) 25/04/54 |
| 6   | Le chevalier corsaire            | 1954-1955 | (no 18) 02/05/54 - (no 1) 02/01/55  |
| 7   | Au pays des Caboclos             | 1955      | (no 8) 20/02/55 - (no 42) 16/10/55  |
| 8   | Le gisement de Cavagna           | 1955-1956 | (no 43) 23/10/55 - (no 25) 17/06/56 |
| 9   | Signé: Makoba                    | 1956-1957 | (no 26) 24/06/56 - (no 7) 17/02/57  |
| 10  | Le Trans-Nord                    | 1957      | (no 9) 03/03/57 - (no 42) 20/10/57  |
| 11  | Le mystère de Briamoz            | 1957-1958 | (no 43) 27/10/57 - (no 10) 09/03/58 |
| 12  | Le trésor de Briamoz             | 1958      | (no 17) 27/04/58 - (no 37) 14/09/58 |
| 13  | Le cavalier du soir              | 1958-1959 | (no 38) 21/09/58 - (no 7) 15/02/59  |
| 14  | Canada                           | 1959      | (no 12) 22/03/59 - (no 33) 16/08/59 |
| 15  | Le secret de Jean Balguier       | 1959-1960 | (no 38) 20/09/59 - (no 9) 28/02/60  |
| 16  | Le trésor de Blyetown            | 1960      | (no 11) 13/03/60 - (no 35) 28/08/60 |
| 17  | L'Ile aux chevaux                | 1960-1961 | (no 36) 04/09/60 - (no 5) 02/02/61  |
| 18  | Le gouffre de Laja-Semmen        | 1961      | (no 14) 06/04/61 - (no 33) 17/08/61 |
| 19  | Sur la piste d'Ir Mahad          | 1961      | (no 37) 14/09/61 - (no 52) 28/12/61 |
| 20  | L'épave de la Revoise            | 1962      | (no 1) 04/01/62 - (no 3) 18/01/62   |
| 21  | La loi de New-Arles              | 1962      | (no 19) 10/05/62 - (no 34) 23/08/62 |
| 22  | Texas                            | 1962-1963 | (no 43) 25/10/62 -                  |